# 吉村卓也 (工学者)
吉村 卓也（よしむら たくや）は、日本の工学研究者。東京都立大学システムデザイン学部機械システム工学科教授。
専門分野は機械力学、振動工学。

## 人物
1989年東京工業大学大学院修了。東京都立大学助手、東京都立大学助教授、首都大学東京教授を経て、東京都立大学教授。
物理学が好きで機械工学科に進学した。東京都立大学着任後、自動車メーカーや機械メーカーと振動や騒音を低減させる共同研究を行った。

## 略歴
- 1989年 東京工業大学大学院理工学研究科機械工学専攻博士後期課程修了、工学博士[2]
- 2003年 産業医学総合研究所客員研究員[2]
- 2005年 首都大学東京都市教養学部教授[4]
- 2012年 日本機械学会機械力学・計測制御部門長[5]
- 2020年 東京都立大学システムデザイン学部教授[2]、日本機械学会関東支部長[6]

## 受賞
- 1991年 日本機械学会研究奨励賞[2]
- 2007年 日本機械学会論文賞[2]